# Médaille des blessés de 1848
La médaille des blessés de 1848 est une médaille commémorative française.
Elle récompense les gardes nationaux et les volontaires blessés lors de la révolution française de 1848,.

## Description

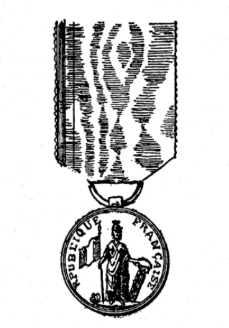
La médaille des blessés de 1848 (dessin de Leduc).

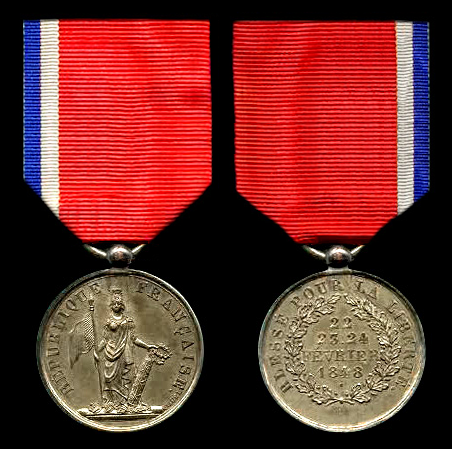
La médaille des blessés de 1848 (avers et revers).

La médaille est en argent, de diamètre de 21 mm et signée Godel. L’avers représente la République tenant le drapeau français et deux couronnes de laurier, la main posée sur un faisceau de licteur, avec à ses pieds la couronne royale, bordée des mots « REPUBLIQUE FRANÇAISE ». Le revers porte la légende « 22, 23, 24 FÉVRIER 1848 » encadrée de deux rameaux de chêne et bordée des mots « BLESSÉ POUR LA LIBERTÉ ». Le ruban est rouge avec deux étroites bandes verticales du côté gauche, l’une bleue et l’autre blanche,,.